# Candal (Castropol)
Candal (oficialmente y en asturiano: El Candal) es una casería de la parroquia de Balmonte, concejo de Castropol, en la comarca del Eo-Navia, Principado de Asturias, España.